# Liste von Holzmodeldruck-Herstellern
Beim Holzmodeldruck werden die druckenden Flächen mit Schneidwerkzeugen aus geeigneten Holzarten als Druckstock so freigestellt, dass sich durch Blockdruck oder Stempeldruck geeignete Druckträger oder Bedruckstoffe (z. B. Gewebe oder Papier) direkt oder indirekt (Reservedruck beim Blaudruck) im Hochdruckverfahren gestalten lassen. Einsatzgebiete sind der Kattundruck bzw. Indienne, der Tapetendruck, die Herstellung bestimmter Sorten von Buntpapier, die Anfertigung von Spielkarten. Die Liste umfasst sowohl die Holzschneider (Formschneider, Modelstecher), als auch die Produzenten und Vermarkter von Modeldruckerzeugnissen vergangener und gegenwärtiger Zeit. Ausgeklammert sind die chinesischen Holzschneider (Blockcarver) der Song-Dynastie (960–1279), die eine anerkannte Rolle bei der Textvervielfältigung spielten und ihren Namen als Signatur auf den jeweiligen Holzplatten bzw. Druckseiten überliefert haben. Ihre Zahl wurde auf mindestens 3000 geschätzt.

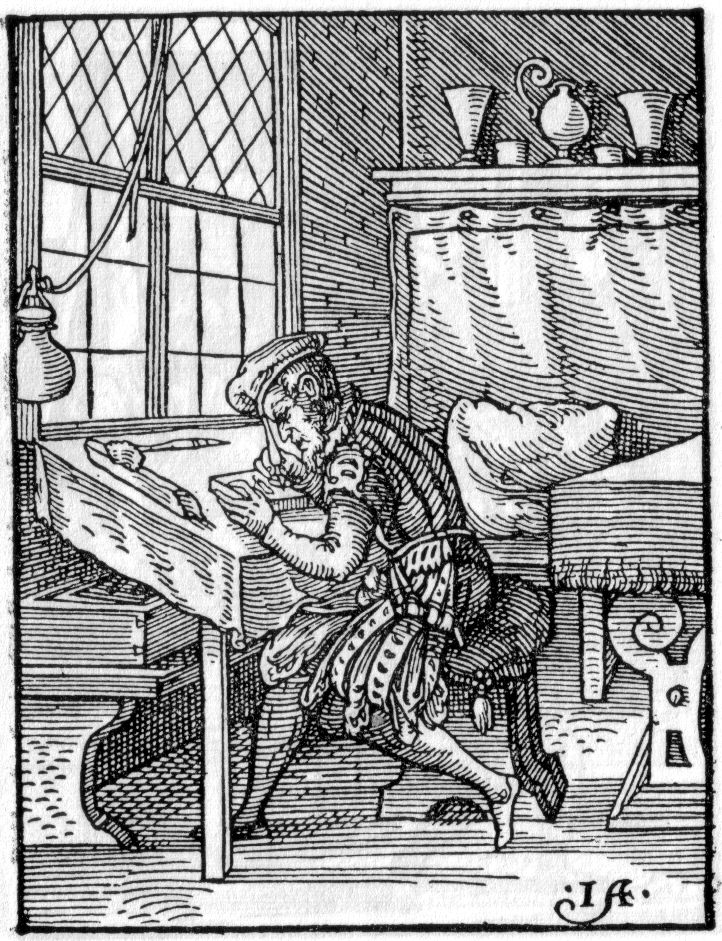
Formschneider, Holzschnitt von Jost Amman (1568)

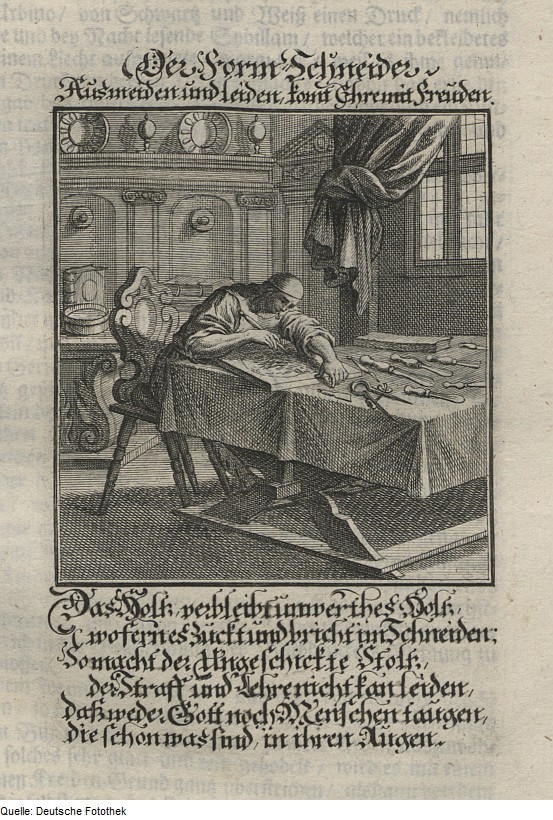
Ständebuch, Der Form-Schneider

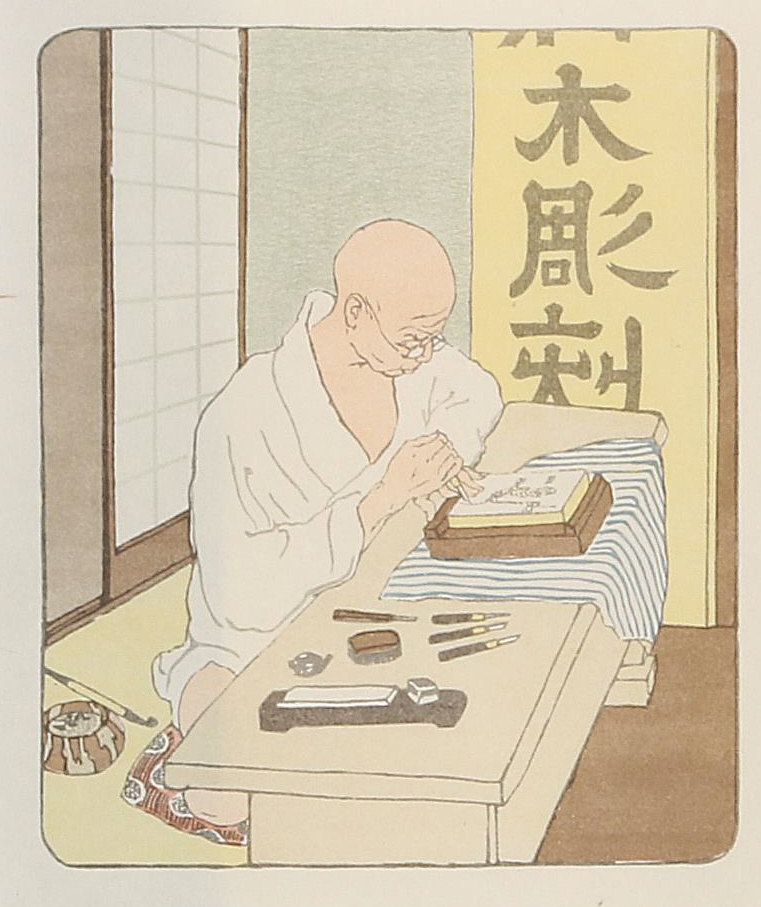
Emil Orlik Japanischer Holzschneider

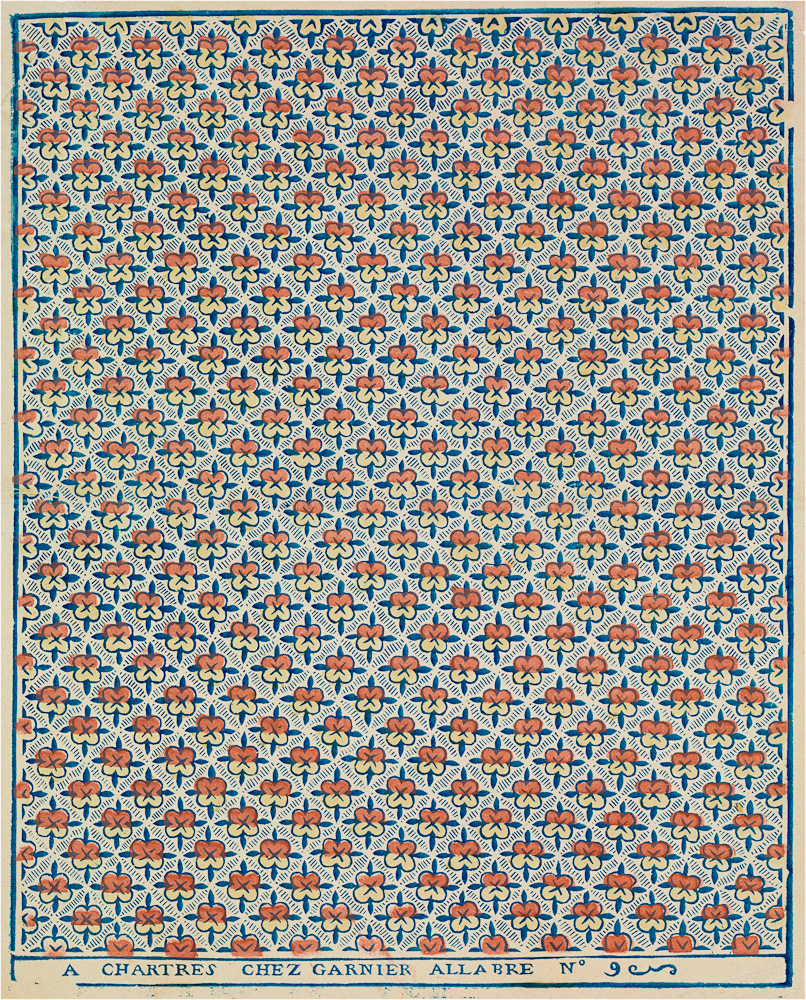
Modeldruckpapier, Chez Garnier Allabre', Chartres, ca. 1800.

## Europa

### Belgien
- Jan van den Berghe, Löwen (Leuven, Louvain)[2]

### Deutschland
- Walter Ahnert, Einbeck in Hannover[3]
- Gustav Albert, Letmathe-lserlohn/W.[3]
- Hieronymus Andreae, Nürnberg[4]
- Jerem. Andree, Nürnberg
- Johannes Apfel, Augsburg[5]
- Johann Christian Arnold, Kassel[6]
- Backhauss'sche Tapetenfabrik, Heilbronn
- Johann Becker, Nordhausen/Harz
- Dieterich von Berg, Nürnberg
- Adolf Beutler, Hannover[3]
- Fritz Braß, Hohenlimburg[3]
- Johann Gottlob Immanuel Breitkopf, Leipzig
- Hans Brosamer, Nürnberg
- Ludolph Büsinck
- Jürgen Creutzberger, Lübeck
- Derblin & Comp., Mannheim[7]
- Alois Dessauer, Aschaffenburg[8].
- Wilhelm Draut, Frankfurt am Main
- Formstecherei Ewald Drescher, Pulsnitz
- Johann David Adam Eckhardt, Altona
- Jakob Enderlin, Augsburg
- Heinrich Falkl, Frankfurt am Main
- Flammersheim & Steinmann, Köln
- Friedmann & Nothnagel, Griesheim bei Darmstadt[3]
- Hans Joachim Frindte, Mühlhausen/Thüringen
- Gg. Frisch, Augsburg[9]
- Sebald Gallensdorfer, Nürnberg[10]
- Johann Karl Gassenmayer, Ulm
- Stefan Gaunssöder, Nürnberg
- Merthein Geist, Nürnberg
- Hermann Gipner, Ottbergen, Post Dinklar[3]
- Salomon Greuter, Augsburg[11]
- Melchior Haidwiger, Nürnberg
- C. Herting, Einbeck
- Jean Hiedemann, Köln-Ehrenfeld[3]
- Hans Hierneck, Nürnberg
- Hans Hurning, Nördlingen[12]
- Heinrich llsemann, Hamburg-Harburg[3]
- Hugo Kastenholz, Wuppertal-Elberfeld[3]
- Martin Keltz, Nürnberg
- Gebr. Kesper, Krefeld[3]
- Johann Georg Klietsch[13]
- Paul Kreutzberger
- Mathes Kyppfenberger, Nürnberg
- Wilhelm Lampe, Hildesheim[3]
- Jörg Lang, Nürnberg
- Christoff Lederlein, Nürnberg
- Jochum Lederlein, Nürnberg
- Leypoldt Liechtenfelser, Nürnberg
- H. & F. Lieck, Aachen
- Hans Lützelburger, Augsburg
- Werner Luhmer, Wuppertal-Bermen[3]
- Hanns Mack, Nürnberg
- Lucas Mair, Nürnberg
- Valttin Marsch, Nürnberg
- Formstecherei Yvonne Mehnert vorm. Ewald Drescher
- Meinicke & Rothe, Marburg/Lahn[3]
- Karl und Chr. Müller, Griesheim bei Darmstadt[3]
- Jost de Negker, Augsburg
- Georg Neuhofer, Augsburg
- Jeremias Neuhofer, Augsburg
- Ad. Nißli, Augsburg[14]
- Jos. Nockin, Vater und Sohn; Frankenthal[15]
- H. Pömer, Nürnberg[16]
- Johann August Neumeister, Plauen
- Johann Andreas Benjamin Nothnagel, Frankfurt am Main
- W. Oberkinkhaus, Wuppertal-Bermen[3]
- Gebr. Pelzing, Hohenlimburg/W.[3]
- Pfaff & Söhne, Chemnitz (1804: 50 Formstecher)[17]
- Georg Popp, Fürth[18]
- Raabe, Kunstgewerbliche Werkstätten, Einbeck[3]
- Steffan Ranseder, Nürnberg
- Lorenz Reger, Augsburg[19]
- August Saalfeld, Einbeck in Hannover[20]
- Jac. Schabert, Augsburg[21]
- Xav. Schedel, Augsburg[22]
- Eugen Schiebold, Ansboch/Mfr.[20]
- August Schill, Stuttgart
- Joh. Mathäus Schleich, Heidelberg[23]
- Thom. Schmucker, Augsburg[24]
- R. Schölch, Augsburg[25]
- Friedrich Schreier, Hildesheim[20]
- Math. Schulthaiss, Ulm
- Heinrich Julius Schurries, Braunschweig
- Hans Schwarzenberger, Augsburg
- Hans Sporer, Nürnberg[26]
- Hanns Statten, Nürnberg
- Steph. Theis, Neustadt a. H.[27]
- Mich. Wagner, Nürnberg
- Friedrich Walther, Nördlingen[28]
- Johann Georg Walther, Frankfurt am Main
- Lutz J. Walter, Atelier für historische Papiertapeten, Wernigerode
- Hans Weigel der Ältere, Nürnberg
- Marthin Weigel, Nürnberg
- Hanns Weyxler, Nürnberg
- Witte & Müller, Winsen o. d. Luhe[20]

### Frankreich
- Guillaume Amy, Rouen[29]
- Arthur & Grenard, Paris[30]
- Arthur & Robert, Paris[31]
- Didier Aubert, Paris[32]
- André Barc, Chartres[33]
- Didier Aubert, Paris[34]
- Ambroise Benoist-Huquier, Orléans[35]
- Jean Benoist, Rouen
- Rabier Boulard, Orléans[36]
- Chavel, Besançon
- Délicourt & Cie, Paris[37]
- Délicourt, Hoock frères successeurs, Paris
- Desfossé & Karth, Paris[38]
- Jules Desfosse, Paris
- Defourcroy, Paris
- Nicholas Dollfus & Cie, Mulhouse
- Jean Dubocq
- Joseph Dufour et Cie, Paris[39]
- Ferrouillat, Paris
- Jacques-Marin Garnier, Chartres[40]
- Jacques Gaugain, Le Mans
- Jean Baptist Ghys, Tournay
- Hartmann Risler et Cie, Mulhouse
- Héron, Paris
- Hubert et Dinan, Paris
- Robert-Frédéric Huet-Perdoux, Orléans
- Benoist Huquier, Orléans[41]
- Gabriel Huquier, Paris[42]
- Jacquemart & Bénard, Paris[43]
- Jacques-Gabriel Huquier, Paris und England
- Jourdan et Villard
- S. Lapeyre, Paris
- Jean LeBlond, Orleans[44]
- Jérôme LeBlond
- Sevestre LeBlond, Orléans[45]
- Pierre Leloup, Le Mans[46]
- Les Associees, Paris[47][48]
- Jean Baptiste Letourmey (Letourmi), Orléans[49][50]
- Mader Frères, Paris[51][52]
- François Michelin, Orléans[53]
- Morand, Rouen
- Papiers peints de Nancy, Nancy[54]
- Jean Baptiste Papillon, Rouen[55]
- Jean-Michel Papillon, Paris
- Jean-Fiacre Perdoux, Orléans[56]
- Pierre-Fiacre Perdoux, Orléans[57][58]
- Joseph-Jean Portier, Le Mans[59]
- Alexandre Poulaillon, Mulhouse
- Rabier, Orléans[60]
- Jean-Baptiste Réveillon, Paris
- Rode, Orléans[61]
- Jean Baptiste Sevestre
- Sillé, Le Mans[62]
- Veit Rudolf Speckle, Strasbourg
- Veuve Tissot, Besançon[63]

Tubeuf, Rouen
- Jean Zuber et Cie., Rixheim

### Italien
- Flavio Aquilina, Neapel
- Antonio Benucci, Florenz[65][66]
- Carlo Bertinazzi, Bologna[67][68]
- Giuseppe Bertuzzi, Bologna
- Fernando Bonecoli, Colle Val d'Elsa
- Jean Bouville, Bologna
- Flavia Cini, La Lima
- Bartolomeo Coriolano, Bologna
- Eleonora di Conti Gallo, Osimo
- Luigi Antonio Lafertè (Laferté), Parma[69]
- Morand, Rom
- Egidio Petit, Rom
- Adriano Porazzi, Mailand
- Giovanni Antonio Remondini, Bassano del Grappa
- Giovanni Battista Remondini, Bassano del Grappa
- Giuseppe Remondini, Bassano del Grappa
- Giuseppe Rizzi, Varese
- Cristoforo Salaroli, Parma[70]
- Soliani, Modena
- Topai et Morand, Rom
- Pia Vitali

### Luxemburg
- Adam Gottfried Kaempff, Luxemburg[71]

### Österreich

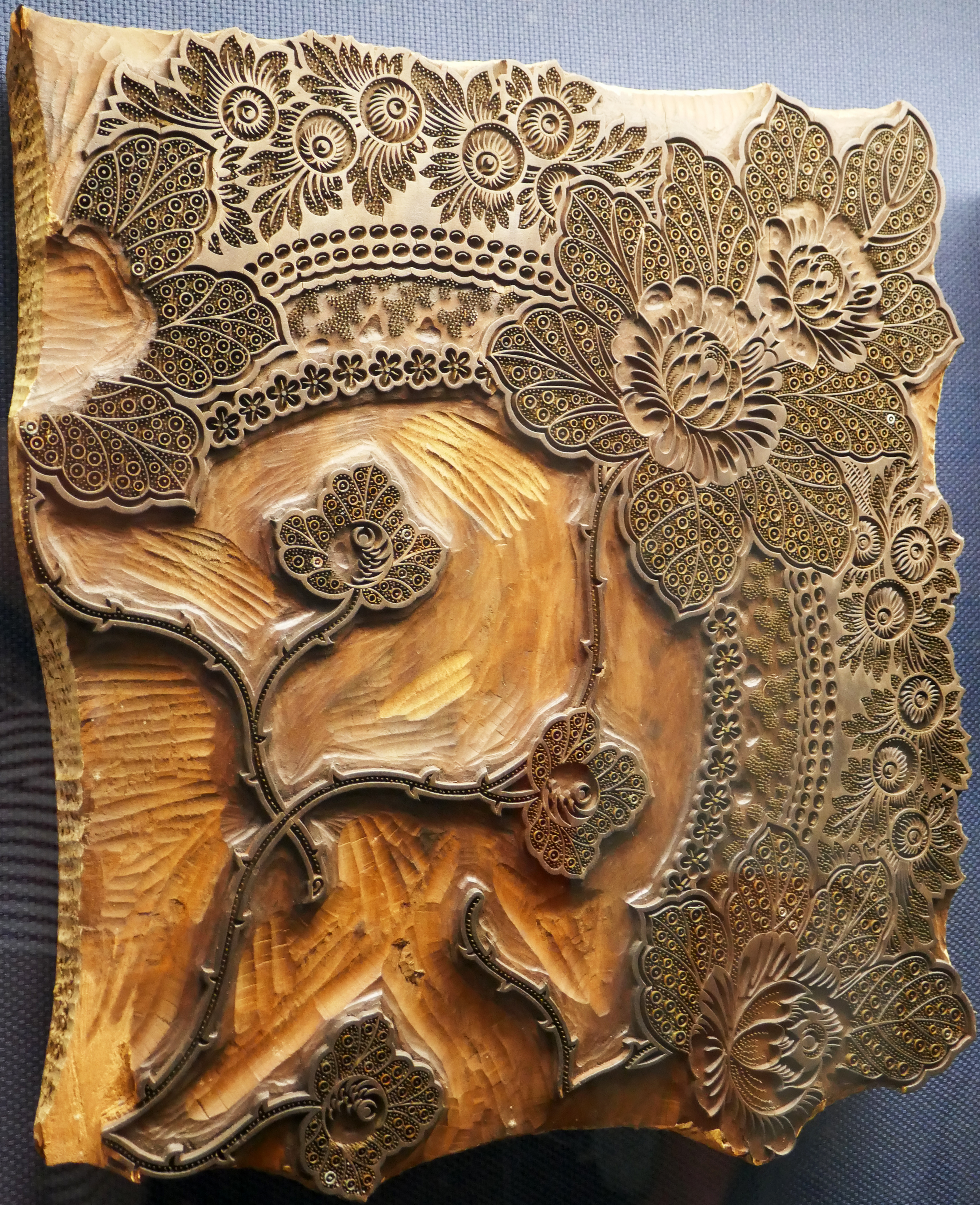
Färbermuseum Gutau Blaudruckmodel

- Josef Baumgartner, Tapetenfabrik, Salzburg
- Jörg Hoffmann
- Doris Kirschhofer
- Rittier et Baumgartner, Feldkirchen, Vorarlberg
- Gebrüder Rosenthal, Hohenems, Vorarlberg
- Spoerlin & Rahn, Gumpendorf
- Spoerlin & Zimmermann, Gumpendorf

### Schweiz
- Hofmeister, zum weißen Kreuz, Cattundruckerei, im Letten[72]
- Melchior Eßlinger u. Söhne, Cattundruckerei, im Hard
- Jacob Faber, Basel
- Ludwig Fry, Zürich
- Caspar Markwalder, Cattundruckerei, im Thalacker
- Meyer-Eßlinger, Tapetenfabrik, Zeltweg[73]
- Johannes Studer, Rotfärberei, Cattun- und Seidendruckerei, in Wipkingen
- Gebr. Tanner, Tapetenfabrik, Hottingen
- Rudolf Wyssenbach, Zürich

### Tschechien
- Jos. Ballaun, Prag[74]
- Johann Bèlohlawek, Prag[74]
- Franz Bilek, Prag[74]
- Heinrich Ekert, Prag[74]
- Ignaz Gratwohl, Prag[74]
- Jos. Hakel, Prag[74]
- Franz Hinek, Prag[74]
- Johann Hrdlicžka, Prag[74]
- Jos. Hudek, Prag[74]
- Johann Junek, Prag[74]
- Kaċera, Prag[74]
- Wzl. Kersch, Prag[74]
- Frz. Kinzl, Prag[74]
- Jos. Kropaċek, Prag[74]
- Johann Josef Leitenberger, Zákupy und Prag
- Mochowsky, Prag[74]
- Ant. (Maly) Mally, Prag[74]
- Ant. Markert, Prag[74]
- Anton Maraċek, Prag[74]
- Eduard Mezner, Prag[74]
- Anton Orsacek, Prag[74]
- Prokop Püschel, Prag[74]
- Jos. Salomon, Prag[74]
- Josef Vlk, Dvůr Králové nad Labem[75]
- Vinc. Weltrubsky, Prag[74]
- Karl Wessely, Prag[74]
- Franz Wyhnalek, Prag[74]
- Jos. Wipler, Prag[74]
- Jos. Woytèch[74]
- Franz Zemann, Prag[74]
- Joseph Zinsmeister, Prag[74]

### Vereinigtes Königreich
- Thomas Bewick, Newcastle
- Blue (auch Blew) Paper Warehouse, Aldermanbury, London[76]
- Bromwich, Isherwood & Bradley, Ludgate Hill, London
- Anthony George Eckhardt, Chelsea[77]
- John Baptist Jackson[78]
- Jeffrey & Co., London
- B. Moore, London[79]
- Arthur Sanderson & Sons, Chiswick
- William Sherwin, Westham
- John Wright, Glasgow

## Asien

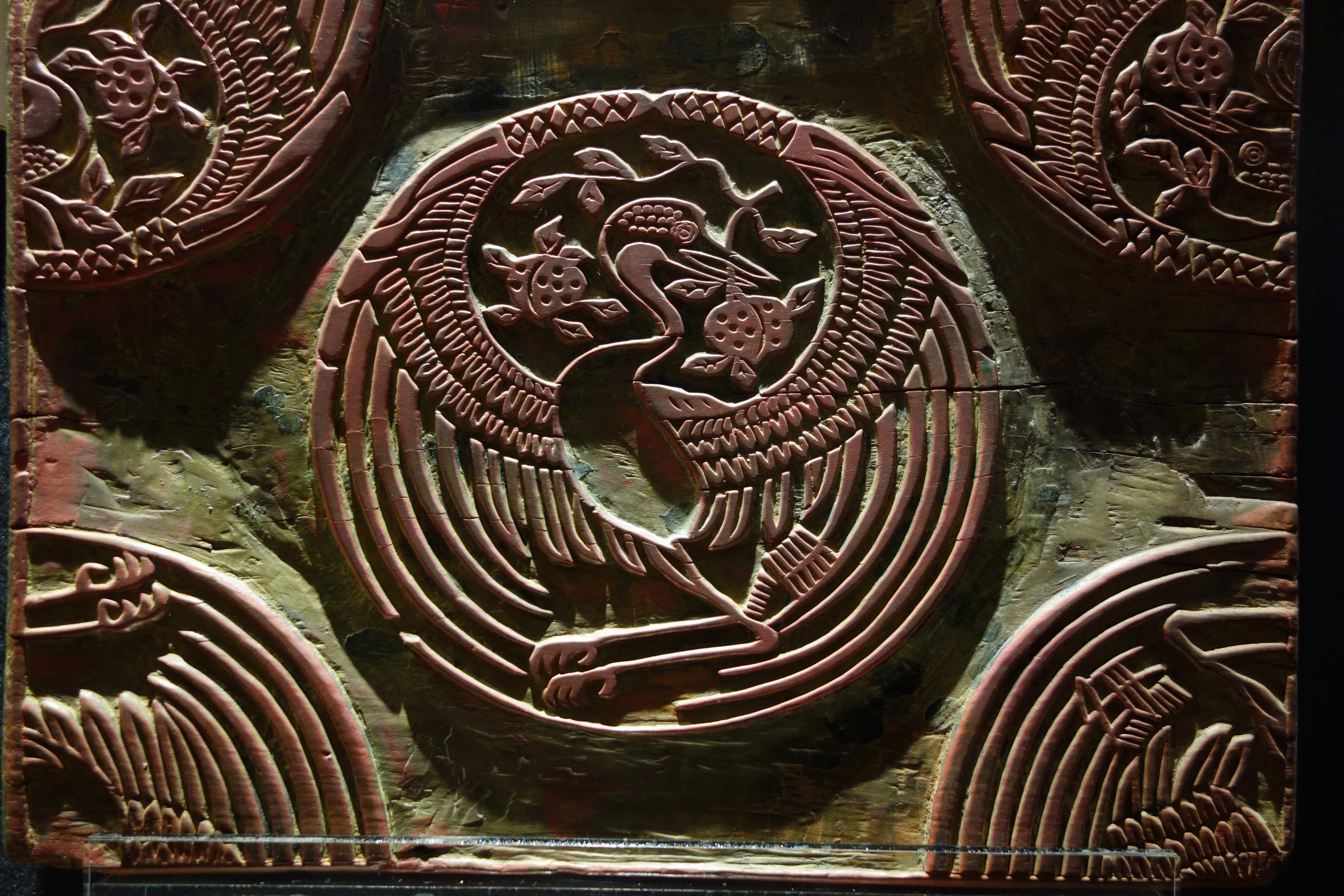
Holzmodel für Tapetendruck, China – Robert C. Williams Paper Museum

### China
- Lei Yen-mei, „der als der erste namentlich genannte Drucker (oder „Blockschneider“) der Welt gilt.“[80]

### Indien
- Mohammed Bilal Khatri, Madhya Pradesh

### Japan
- Isetatsu Co., Tokyo
- Motoharu Asaka
- Tsunehisa Sato
- Shinkichi Numabe
- Shingo Ueda
- Hirokazu Tetsui
- Yasue Tsushima
- Teiko P Fujii
- Ayumi Miyashita
- Yoko Ishikawa
- Dave Bull
- Itoh Susumo[81].
- Kajikawa Yoshio[82].
- Siehe auch https://commons.wikimedia.org/wiki/Category:Ukiyo-e_artists